# Alcelaphus buselaphus lelwel
L'alcelafo lelwel (Alcelaphus buselaphus lelwel Heuglin, 1877), noto anche come alcelafo di Jackson, è una sottospecie di alcelafo originaria dell'Africa centrale. Lelwel è il nome con cui l'animale è noto presso i locali.

## Tassonomia
Sotto l'attuale dicitura A. b. lelwel vengono attualmente raggruppati alcelafi che in passato erano suddivisi in ben quattro sottospecie diverse: A. b. jacksoni (Uganda settentrionale e occidentale, Ruanda settentrionale, distretto di Bukoba nella Tanzania nord-occidentale e Kenya occidentale), A. b. lelwel (Repubblica Democratica del Congo nord-orientale, Sudan del Sud ed Etiopia sud-occidentale a sud del Nilo Azzurro e a ovest del fiume Omo), A. b. modestus (Repubblica Centrafricana) e A. b. tschadensis (Ciad meridionale). Tra queste, A. b. lelwel gode della priorità tassonomica.
La presenza di ibridi tra alcelafi lelwel e torà è stata rilevata nelle regioni orientali del Sudan del Sud e in quelle occidentali dell'Etiopia, nella regione compresa tra il Nilo Azzurro, a nord, e i 9° nord di latitudine, a sud. Altri ibridi tra le due sottospecie che presentano un aspetto maggiormente simile all'alcelafo torà sono stati registrati a nord del Nilo Azzurro, nell'Etiopia occidentale.

## Descrizione

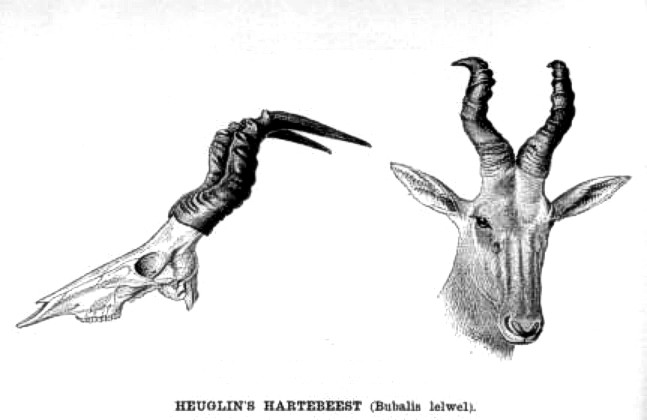

L'alcelafo lelwel è un alcelafo di grandi dimensioni, alto 127-140 cm al garrese, con testa e peduncoli frontali estremamente lunghi. La colorazione generale del manto è bruno-rossastra. Nelle «razze» lelwel, modestus e tschadensis sono presenti strisce nere sulla parte frontale delle zampe, assenti nella «razza» jacksoni. Le corna (presenti in entrambi i sessi) sono spesse e presentano una forma di «V» se viste di fronte. Si sviluppano leggermente all'esterno e all'indietro, per poi dirigersi verso l'alto e in avanti e, nuovamente, piegarsi all'indietro ad angolo retto.

## Distribuzione e habitat
L'alcelafo lelwel è presente in Ciad meridionale, Repubblica Centrafricana, Repubblica Democratica del Congo nord-orientale, Uganda settentrionale e occidentale, Sudan del Sud, Etiopia sud-occidentale (a sud del Nilo Azzurro e a ovest del fiume Omo), ed estremità nord-occidentale della Tanzania. È scomparso dal Kenya e, con tutta probabilità, dal Ruanda.

## Conservazione
L'alcelafo lelwel ha subito un grave declino a partire dagli anni '80, quando il numero totale di esemplari veniva stimato ad oltre 285.000 unità, diffuse prevalentemente nella Repubblica Centrafricana e nell'attuale Sudan del Sud. Recenti censimenti effettuati durante la stagione secca hanno indicato un totale di 1070 e 115 capi nel parco nazionale del Sud e nel parco nazionale di Boma, rispettivamente; in quest'ultima area protetta il declino è stato particolarmente drastico, poiché nel censimento precedente, risalente alla stagione secca del 1980, era stata stimata una popolazione di oltre 50.000 animali. La popolazione totale di A. b. lelwel è attualmente di circa 70.000 unità.